# Fegefeuer (Lübeck)

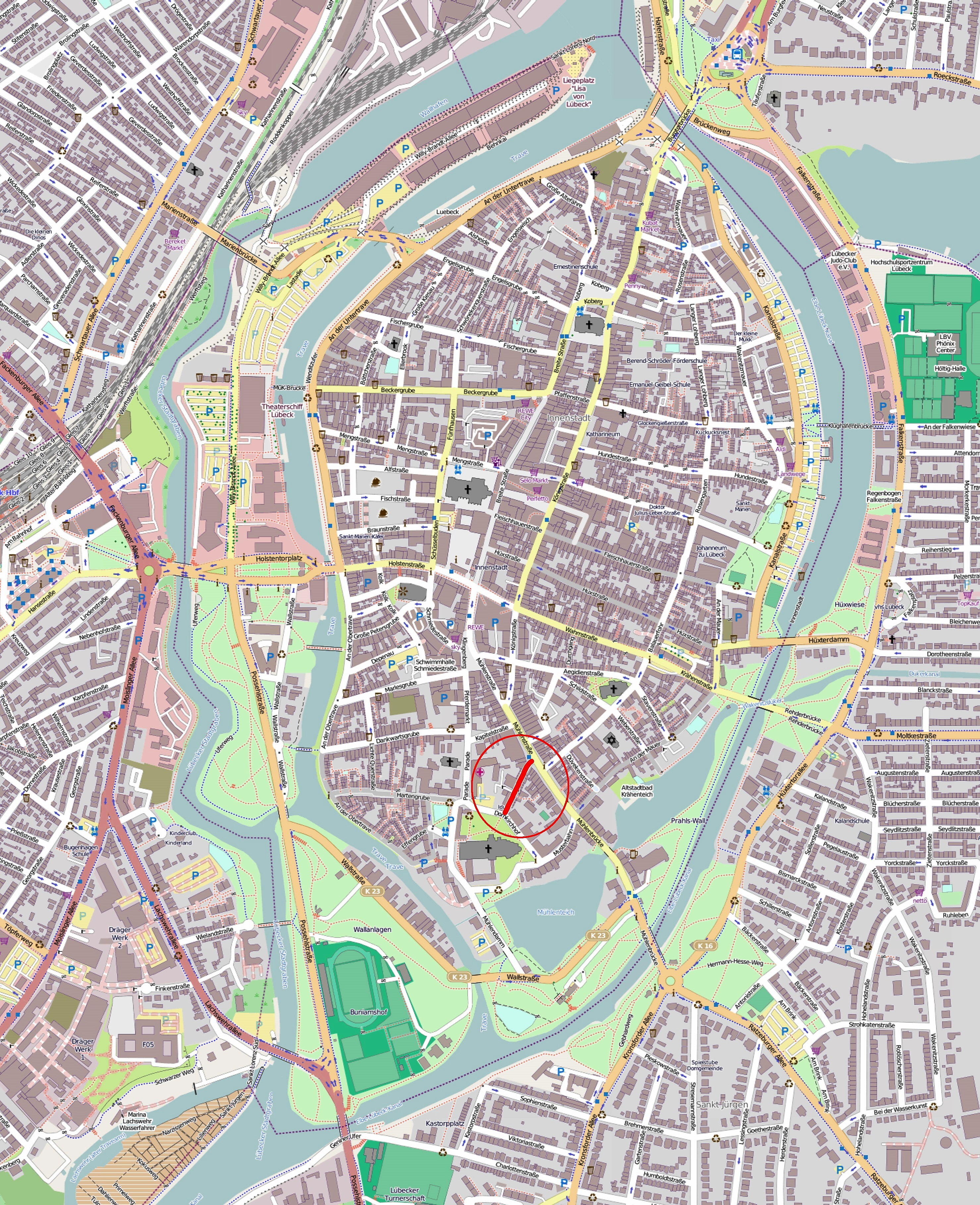
Die Lage des Fegefeuers, rot markiert

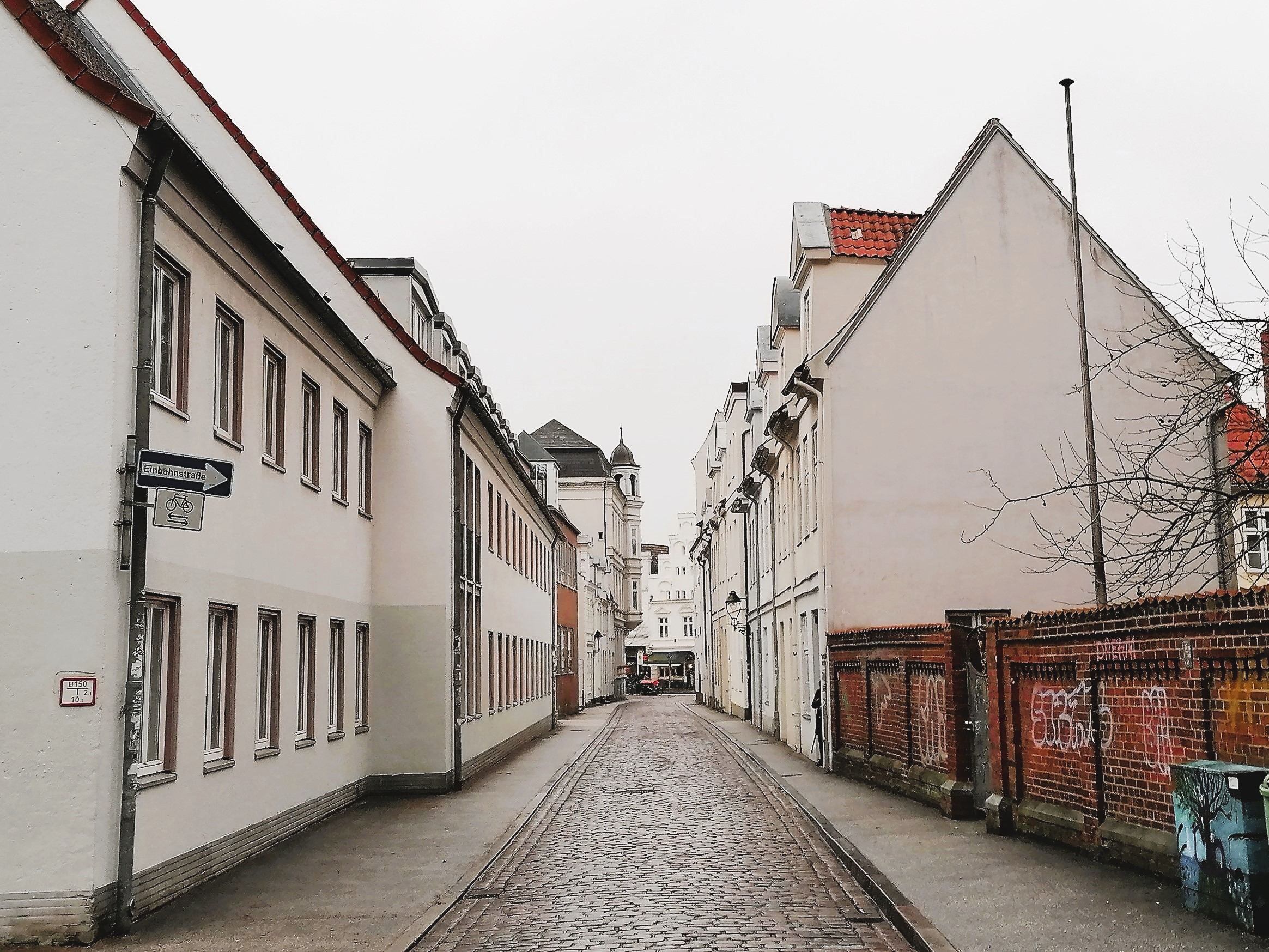
Das Fegefeuer, Blick in Richtung Mühlenstraße

Das Fegefeuer ist eine Straße der Lübecker Altstadt.

## Lage
Das etwa 130 Meter lange Fegefeuer befindet sich im südwestlichen Teil der Altstadtinsel, dem Marien Quartier, und verbindet die Mühlenstraße mit dem Domkirchhof.

## Geschichte
Erstmals urkundlich erwähnt wird die Straße im Jahre 1296 mit dem lateinischen Namen Platea parva, quae ducit ad sanctum Nicolaum de platea molendinorum (Kleine Straße, die von der Mühlenstraße nach St. Nikolaus, also dem Lübecker Dom führt). Ab 1324 ist die Bezeichnung Veghevur (Fegefeuer) belegt; dabei handelt es sich um ein Wortspiel, das auf die kirchliche Lehre vom Fegefeuer Bezug nimmt, denn die Straße führt geradewegs auf die noch heute als Paradies bekannte Torhalle an der Nordfassade des Doms zu: Um zum Paradies zu gelangen, muss man durch das Fegefeuer gehen. 1852 wurde der heutige Straßenname amtlich festgelegt.
Bis zur Säkularisation im Jahre 1804 gehörte das Fegefeuer zur Domfreiheit, die nicht dem Rat, sondern dem Domkapitel unterstand. Bald nachdem das Gebiet in städtische Hände übergegangen war, wurde die vorhandene mittelalterliche Bebauung einheitlich klassizistisch umgestaltet und bis dahin unbebaute Domherren-Kurien mit gleichfalls einheitlichen klassizistischen Neubauten versehen.

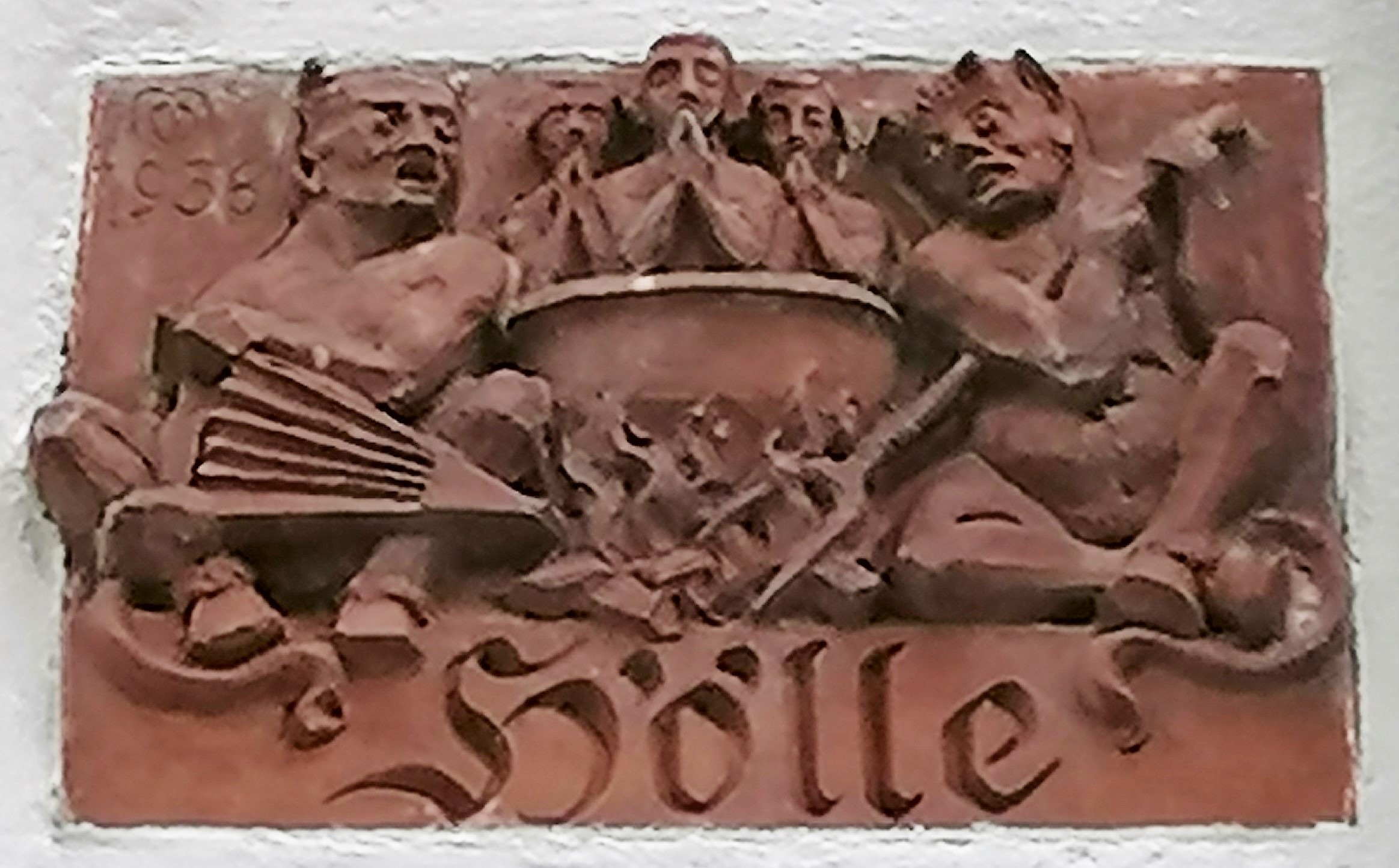
Terrakottatafel

Von der Nummer 15 bis 23 führt die Straße in Form eines Ganges von ihr ab. Der Volksmund gab diesem den Namen „Hölle“. Am Haus Nr. 23 befindet sich seit 1936 eine humorvolle sich darauf beziehende Terrakottatafel des Bildhauers Otto Mantzel. In den Vaterstädtischen Blättern von 1900 findet sich der Hinweis, dass der kleine Platz im Hof vom Teufel, nämlich von einem Mitarbeiter mit dem Namen Dübel, gepflastert worden sei. Im Hof selber beginnt an einem Fachwerkhaus der Possehl-Hof.

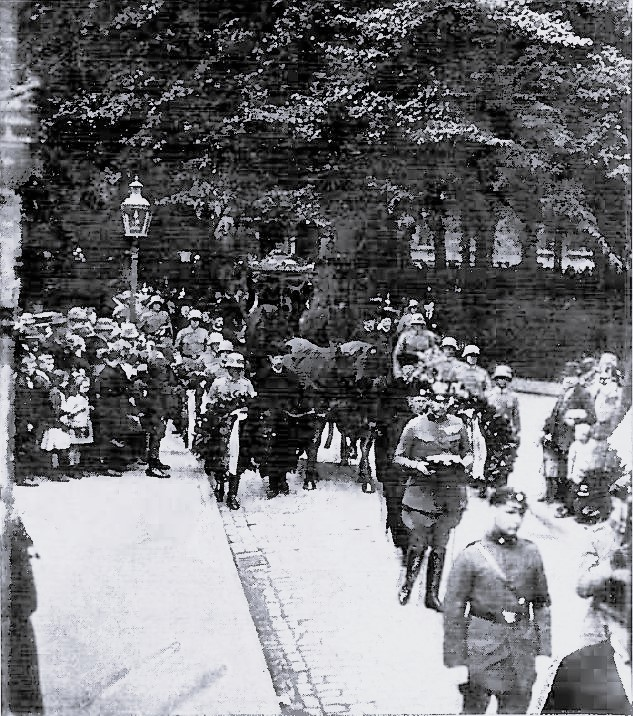
Trauerzug im Fegefeuer

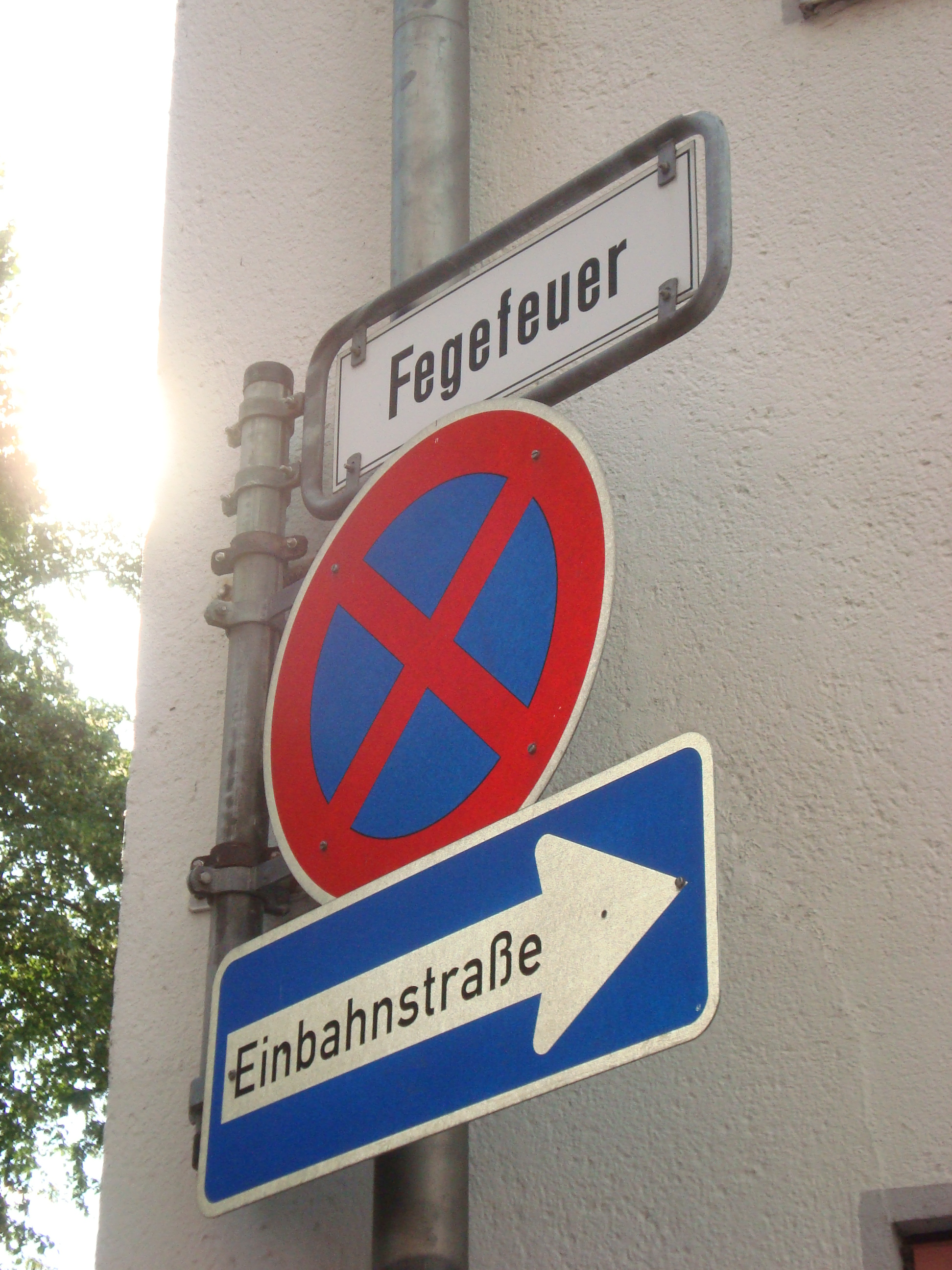
Straßenschild

Nach im Dom, der ehemaligen Garnisonkirche des Lübeckischen Regiments, abgehaltenen Trauerfeierlichkeiten der Trauerzug, wie auf dem nebenstehenden Bild der von General Ernst von Heynitz am 2. Juni 1927, die Kirche durch das Paradies über das Fegefeuer um von dort aus den Friedhof zu erreichen.
Der Bombenangriff vom 29. März 1942 riss Lücken in die historische Bebauung, die heute mit Gebäuden der Nachkriegszeit geschlossen sind.

## Bauwerke
- Fegefeuer 4: Zu Beginn des 19. Jahrhunderts klassizistisch umgestaltetes Traufenhaus, das auf die Jahre zwischen 1375 und 1449 zurückgeht; unter einem Dach mit Nr. 6–10
- Fegefeuer 6: Zu Beginn des 19. Jahrhunderts klassizistisch umgestaltetes Traufenhaus, das auf die Jahre zwischen 1375 und 1449 zurückgeht; unter einem Dach mit Nr. 4–10
- Fegefeuer 8: Zu Beginn des 19. Jahrhunderts klassizistisch umgestaltetes Traufenhaus, das auf die Jahre zwischen 1375 und 1449 zurückgeht; unter einem Dach mit Nr. 4–10
- Fegefeuer 10: Zu Beginn des 19. Jahrhunderts klassizistisch umgestaltetes Traufenhaus, das auf die Jahre zwischen 1375 und 1449 zurückgeht; unter einem Dach mit Nr. 4–8
- Fegefeuer 21: 1804 auf einer ehemaligen Domherren-Kurie errichtetes klassizistisches Wohnhaus
- Fegefeuer 23: 1804 auf einer ehemaligen Domherren-Kurie errichtetes klassizistisches Eck-Wohnhaus
- Fegefeuer 25: 1804 auf einer ehemaligen Domherren-Kurie errichtetes klassizistisches Wohnhaus
- Fegefeuer 27: 1804 auf einer ehemaligen Domherren-Kurie errichtetes klassizistisches Wohnhaus
- Fegefeuer 29: 1804 auf einer ehemaligen Domherren-Kurie errichtetes klassizistisches Wohnhaus

## Gänge und Höfe
Vom Fegefeuer gehen folgende Lübecker Gänge und Höfe ab (nach Hausnummern):
- 19a: Possehl-Hof